# Elezioni regionali in Italia del 2010
Le elezioni regionali italiane del 2010 si tennero domenica 28 e lunedì 29 marzo.
Riguardarono 13 delle 15 regioni a statuto ordinario, e si svolsero insieme al primo turno delle elezioni amministrative.
Sono inoltre notevoli in quanto ultime elezioni regionali a seguire l'originario carattere di elezioni generali, coinvolgenti nella stessa data tutte (o comunque quasi tutte, come in questo caso e nel 2005) le 15 regioni ordinarie, mentre in seguito tale consultazione elettorale assunse un calendario sfalsato.

## Contesto

### Il sistema di voto regionale
La Legge Tatarella regola il voto in molte regioni, e si basa su un sistema misto per quattro quinti proporzionale, e per un quinto maggioritario plurinominale. Tuttavia la Toscana, le Marche, la Puglia, la Calabria e la Campania si sono separate dalla normativa nazionale e organizzano da sé le proprie elezioni, con una normativa locale.

### Il quadro politico

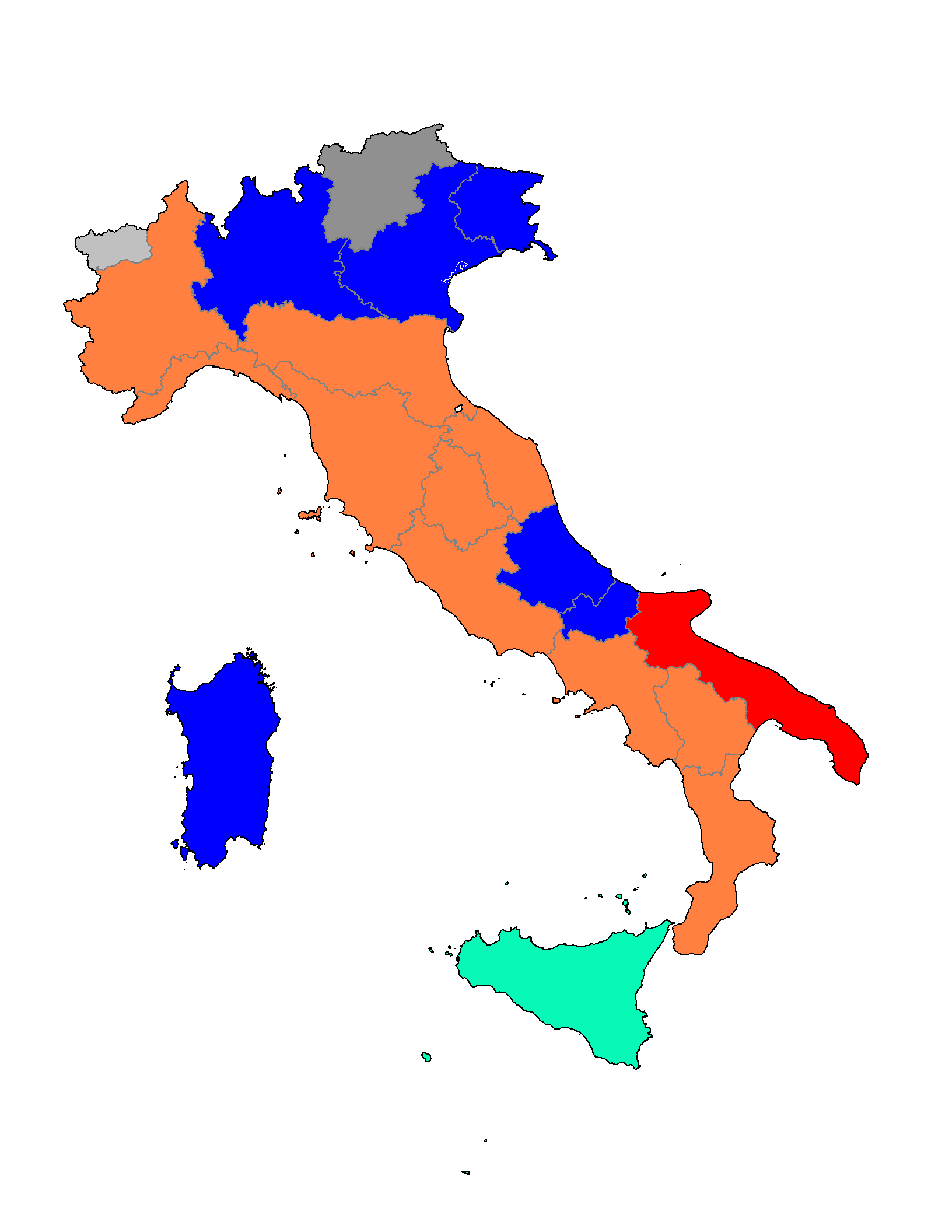
Situazione alla vigilia delle elezioni. I colori si riferiscono al partito del Presidente della Regione: blu (PdL) e celeste (MpA) di coalizioni di centro-destra; arancio (PD) e rosso (SEL) di coalizioni di centro-sinistra.

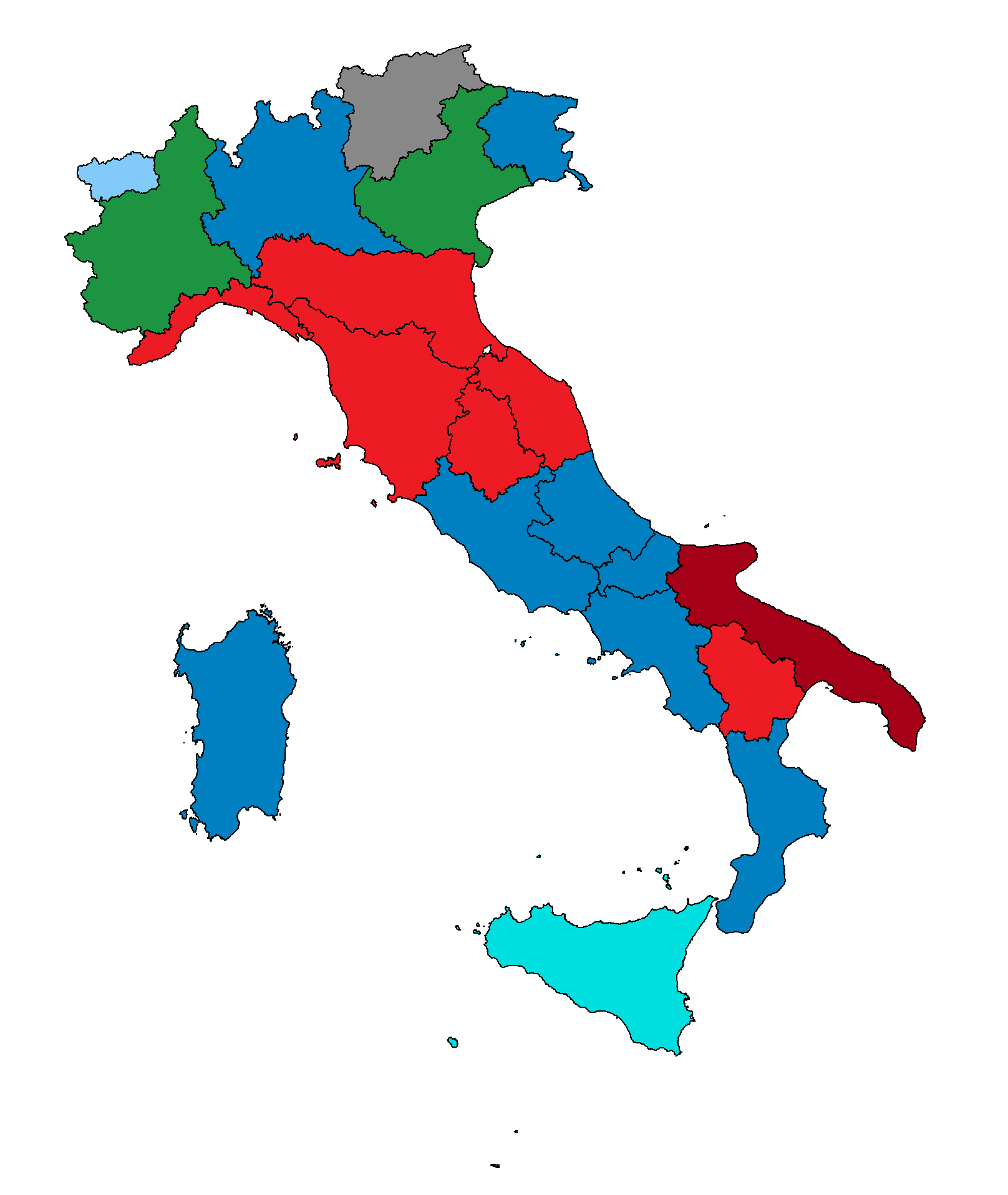
Situazione dopo le elezioni. I colori si riferiscono al partito del Presidente della Regione: blu (PdL), verde (LN) e celeste (MpA) di coalizioni di centro-destra; arancio (PD) e rosso (SEL) di coalizioni di centro-sinistra.

Le precedenti elezioni regionali del 2005 avevano coinvolto 14 regioni italiane, delle quali 12 erano state aggiudicate alla coalizione di centro-sinistra, L'Unione, mentre le restanti 2 allo schieramento di centro-destra, la Casa delle Libertà. Da sottolinerare, comunque, almeno due importanti mutamenti.
- Nel luglio 2008, un'inchiesta giudiziaria riguardante l'allora presidente della regione Abruzzo, Ottaviano Del Turco, provocò in questa regione il ricorso a elezioni anticipate, in seguito alle quali la regione passò al centro-destra con l'elezione di Giovanni Chiodi.
- Nel novembre 2009, il presidente della regione Lazio, Piero Marrazzo, rassegnò le dimissioni a causa di alcuni episodi scandalistici; le elezioni anticipate furono in tal caso evitate vista la vicinanza di tempo con la tornata generale.

Inoltre, dopo il 2005 hanno già tenuto elezioni regionali il Molise nel 2006, il Friuli-Venezia Giulia, la Sicilia, la Valle d'Aosta e il Trentino-Alto Adige nel 2008 e la Sardegna nel 2009. In Molise, Sicilia, Friuli-Venezia Giulia e Sardegna si è avuta la vittoria del centro-destra, in Trentino-Alto Adige quella dei partiti autonomisti locali appoggiati dal centro-sinistra e in Valle d'Aosta si è riconfermata al governo della regione l'Union Valdotaine, che non faceva riferimento a nessuna delle due coalizioni maggiori.

### Alleanze
Rispetto alle elezioni del 2005 viene meno il sistema imperniato sulla presentazione, in tutto il territorio nazionale, di coalizioni aventi la medesima articolazione interna. I poli entro i quali si registrano gli accordi elettorali sono i due partiti maggiori: il Popolo della Libertà e il Partito Democratico.
- La Lega Nord e Il Popolo della Libertà costituiscono un'alleanza fissa in tutto il centronord. In talune realtà il PdL raccoglie poi anche alcuni alleati minori.
- La Destra si presenta con il suo simbolo in appoggio ai candidati di centrodestra in Piemonte, in Lombardia, in Liguria, in Emilia-Romagna, nelle Marche, nel Lazio e in Campania.
- L'Alleanza di Centro appoggia il centrodestra in Piemonte, Veneto, Lazio, Campania e Puglia, formando un'unica lista con la Democrazia Cristiana in Piemonte, Puglia, Veneto e Campania, mentre si presenta con una lista autonoma nel Lazio.
- Il Partito Pensionati è alleato del centrodestra in Piemonte, Liguria, Lazio e Puglia, mentre sostiene il centrosinistra in Lombardia e in Emilia-Romagna.
- L'UDEUR appoggia il candidato Renzo Rabellino in Piemonte, mentre sostiene il centrodestra nel Lazio, in Campania, in Basilicata, in Puglia e in Calabria; in particolare si presenta con il suo simbolo Lazio, Campania e Puglia, mentre si presenta in lista con altri partiti in Basilicata (con Noi Sud, PLI, CPR e Cristianamente Riprendiamo a Dialogare), in Calabria (con il PRI e il Nuovo PSI) e in Piemonte (con Nuova Era Socialista, Lega Italia e DC).
- Libertà e Autonomia - Noi Sud appoggia il centrodestra in Campania, Basilicata e Calabria, precisamente, appoggia il centrodestra con il suo simbolo in Campania e in Calabria, mentre in Basilicata si presenta nella Lista per Pagliuca affiancato all'UDEUR e ad altri partiti minori.
- L'Unione di Centro decide di allearsi con il Partito Democratico in Piemonte, Liguria, Marche e Basilicata; col PdL in Lazio, Campania e Calabria; da sola o con altre forze minori nelle altre regioni.
- L'Italia dei Valori di Di Pietro si presenta in coalizione con il PD, tranne che in Calabria.
- I Radicali Italiani decidono di formare la Lista Bonino Pannella, che si presenta con un candidato autonomo in Toscana; col PD in Piemonte, Lazio, Campania e Puglia; con l'IdV in Calabria.
- Il Partito Socialista Italiano (PSI) si presenta nell'ambito del centro-sinistra. In ogni regione in cui si vota supporta i candidati presidenti di questa coalizione. Si presenta con il proprio simbolo e in autonomia nell'ambito della sopraccitata alleanza nel Lazio, in Lombardia, in Piemonte, in Umbria, in Basilicata. In alleanza con Sinistra Ecologia Libertà (simbolo misto PSI+SEL) in Puglia, in Calabria, in Campania e in Veneto. Con un'alleanza riformista in cui compare anche il simbolo del PSI nelle Marche. Con propri candidati consiglieri è presente nella lista civica che appoggia il candidato presidente Burlando in Liguria. Infine è presente in alleanza con propri candidati consiglieri nelle liste del PD e di Toscana Democratica e Riformista in Emilia-Romagna e Toscana.
- La Federazione della Sinistra si presenta in autonomia in Lombardia e in Campania, con Sinistra Ecologia Libertà nella Marche e fa un accordo tecnico col PD in Lazio, Piemonte e Basilicata mentre nelle altre regioni è in coalizione col PD.
- Sinistra Ecologia Libertà si è alleato col PD in tutta Italia tranne che nelle Marche dove corrono insieme alla Federazione della Sinistra; in Puglia in particolare l'intero centro-sinistra corre con un suo candidato.
- L'Alleanza per l'Italia si schiera dove può col PD o in alleanza con l'Unione di Centro.
- Il Movimento per le Autonomie appoggia Caldoro in Campania, Loiero in Calabria, la Poli Bortone in Puglia e il centrodestra con Pagliuca in Basilicata.
- Il Movimento 5 Stelle ispirato da Beppe Grillo si presenta in Campania, Emilia-Romagna, Piemonte, Veneto e Lombardia.
- Forza Nuova presenta propri candidati alla presidenza in Lombardia, Veneto e Toscana, mentre è in coalizione con il candidato Renzo Rabellino in Piemonte.
- La Fiamma Tricolore appoggia il candidato Renzo Rabellino in Piemonte, e il centrodestra con Giuseppe Scopelliti in Calabria
- Il Partito Comunista dei Lavoratori si presenta in autonomia in Basilicata.
- Il Partito di Alternativa Comunista si presenta in autonomia in Puglia.

### Elezioni primarie
In alcune regioni, le forze politiche del centro-sinistra hanno promosso elezioni primarie per la scelta dei candidati alla presidenza di regione e dei candidati consiglieri regionali.
- In Toscana, vista la presenza di una sola candidatura, le primarie hanno riguardato soltanto l'individuazione dei candidati consiglieri regionali; ad esse hanno preso parte il PD e Sinistra Ecologia Libertà.
- In Umbria, le primarie hanno riguardato il solo PD: i candidati erano Catiuscia Marini (54%) e Giampiero Bocci (46%).
- In Puglia si sono svolte primarie di coalizione tra il presidente uscente, leader di Sinistra Ecologia Libertà, Nichi Vendola (70%) e Francesco Boccia (30%), candidato ufficiale del PD. Il caso ha avuto rilevanza nazionale in quanto, in caso di vittoria di Boccia, la coalizione avrebbe ricevuto anche il sostegno dell'UDC.
- In Calabria le primarie si sono svolte all'interno del PD: si sono sfidati Agazio Loiero (54%), Giuseppe Bova (39%), Bruno Censore (7%).

## Controversie

### Sull'eleggibilità ad un terzo mandato
Esiste una controversia sulla ricandidatura ad un terzo mandato dei presidenti della giunta regionale eletti con suffragio universale e diretto già prima dell'entrata in vigore della legge 165/2004. In tale condizione versano Roberto Formigoni e Vasco Errani.
La loro ricandidatura è contestata a livello accademico, in quanto in violazione della legge 165/2004, art. 2, che stabilisce la non immediata rieleggibilità allo scadere del secondo mandato consecutivo del presidente della giunta regionale eletto a suffragio universale e diretto.
Pure escludendo il mandato 1995-2000, in cui Formigoni venne eletto dal Consiglio regionale, e non a suffragio universale e diretto, Formigoni ha governato i successivi due mandati (2000-2005 e 2005-2010). Chi sostiene la candidabilità di Formigoni per un quarto mandato si giustifica sostenendo che il mandato in corso nel 2004 non sarebbe computabile, perché già iniziato all'entrata in vigore della legge 165/2004. Ciò posticiperebbe al 2015 l'effettiva operatività del divieto di rielezione, facendo così cadere la ratio della norma, volta ad evitare il formarsi di rendite politiche e di accumulo di potere personale. Nelle stesse condizioni si trova Vasco Errani.
Una sentenza della Cassazione (n. 2001 del 2008) ha escluso la possibilità di ricandidatura per i sindaci in una fattispecie analoga.
Anche il Ministro Raffaele Fitto si è espresso per la fattibilità di un terzo mandato.

### Sulla presentazione delle liste del PDL

#### Nel Lazio
Il Popolo della Libertà ha presentato in ritardo le liste per il collegio della provincia di Roma, restando escluso dalla competizione elettorale in tale provincia, nonostante disposizioni ministeriali dicessero "Il cancelliere non può rifiutarsi di ricevere le liste dei candidati, i
relativi allegati e il contrassegno o contrassegni di lista neppure se li
ritenga irregolari o se siano presentati tardivamente". Il Tribunale di Roma ne ha respinto l'istanza di ricorso.
Nella stessa regione il 2 marzo è stata rifiutata anche l'ammissione del listino della candidata governatrice del centro-destra Renata Polverini a causa della presentazione come allegato di un documento inesistente, e della mancanza di una firma, poi riammesso due giorni dopo.

#### In Lombardia
Il 1º marzo 2010 la Corte d'Appello di Milano ha decretato la non ammissione del listino di Formigoni per mancanza del numero minimo di firme necessarie alla presentazione, a seguito di 514 firme riscontrate irregolari. Il 3 marzo la Corte d'Appello ha respinto il ricorso della stessa lista, rilevando un numero ancora minore di firme valide. Come conseguenza sarebbero state escluse dalla competizione elettorale tutte le liste collegate al candidato Formigoni, comprese Popolo della Libertà e Lega Nord. Il 6 marzo il TAR della Lombardia ha accolto il ricorso di Formigoni e riammesso le liste in quanto ha trovato infondate le presunte irregolarità. La riammissione non si basa dunque sul decreto-legge interpretativo.

#### Il decreto-legge interpretativo del 5 marzo
Il 5 marzo 2010, a ridosso delle attese pronunce dei TAR, il governo ha emanato un decreto legge al fine di suggerire ai tribunali una interpretazione autentica della normativa e così garantire l'ammissione al voto delle liste escluse. Tale decreto è stato giudicato incostituzionale da più parti, in quanto infrange esplicitamente la legge 400 del 23 agosto 1988, la quale sottrae la materia elettorale a qualsiasi possibile effetto dei decreti legge. Nonostante questo decreto-legge le liste escluse dalla competizione elettorale nel Lazio non sono state riammesse.

##### Contenuti
Il decreto prevede che:
- i termini di presentazione delle liste si basino anche sul fatto che con qualsiasi mezzo si dimostri la circostanza che si era presenti nel luogo di consegna nei termini stabiliti dalla legge.
- la documentazione possa essere verificata anche in un secondo momento, per la parte che attiene ai timbri e alle vidimazioni.
- possano ricorrere al TAR le liste non ammesse, mentre per le liste ammesse sulle quali è stato fatto ricorso ci si può rivolgere al tribunale amministrativo solo dopo il voto (ciò in opposizione ad una pronuncia del Consiglio di Stato che aveva precedentemente previsto che non si potessero esaminare ricorsi in materia elettorale nel mese che precede il voto)
- l'applicazione del decreto alle elezioni regionali 2010

##### Rilievi giuridici
L'utilizzo del decreto, per quanto di tipo interpretativo, ha sollevato diversi rilievi di tipo giuridico:
- l'effettivo effetto interpretativo piuttosto che innovativo delle nuove norme, e la retroattività del provvedimento, che potrebbe attuare una fictio per introdurre una nuova norma. Il concetto di decreto interpretativo supera infatti le ordinarie leggi di interpretazione autentica; tali leggi, che hanno valore di per sé retroattivo, si devono basare su una precedente interpretazione della legge da far valere "una delle possibili interpretazioni del testo" contro altre interpretazioni difformi[23]. Secondo il politologo e senatore PD Stefano Ceccanti, il decreto interpretativo del governo non rispetterebbe tale condizione, in quanto fa valere una interpretazione che non è possibile trarre dal testo originario della legge elettorale del 1968[24].
- la disparità di trattamento tra le liste escluse per diversi motivi: le liste del PDL, escluse per i motivi elencati nel decreto, rientrano in gioco, mentre altre liste di partiti minori (Verdi, Radicali Italiani) restano escluse.
- il conflitto con testi normativi di diverso ordine:
  1. la legge 400/1988 sul potere normativo del governo, secondo il cui art. 15, II comma, il governo non può provvedere nelle materie indicate nell'articolo 72, quarto comma della Costituzione (materia costituzionale e elettorale), che ribadisce la necessità di seguire "la procedura normale di esame e di approvazione diretta da parte della Camera"[22];
  2. la legge elettorale regionale (Legge Tatarella);
  3. la legge elettorale della Regione Lazio, di competenza delle Regioni;*
- la presenza delle condizioni di necessità ed urgenza per la promulgazione di un decreto-legge.

##### Il richiamo aldecreto Dinidel 1995
Per giustificare il provvedimento, da ambienti governativi e della maggioranza si è fatto riferimento come precedente alla legge 29 marzo 1995, n. 90, che spostava in avanti di due giorni i termini (non ancora scaduti) per la presentazione delle liste, accorciando la campagna elettorale. Tale decreto Dini non fu convertito in legge perché, intervenendo a procedimento già aperto, fu ritenuto incostituzionale da tutti i gruppi parlamentari; venne invece approvata per via parlamentare una leggina di sanatoria, la n. 102/1995.
In tale occasione il centrodestra si mostrò compattamente contrario al decreto, nel rispetto intransigente della normativa puntuale. Secondo Gustavo Selva (presidente della I Commissione alla Camera) esiste "un interesse preminente dell'ordinamento a che le regole elettorali siano assolutamente certe per cui non è possibile tener conto delle situazioni contingenti e particolari che si verificano quando è in corso il relativo procedimento". Secondo Leopoldo Elia, in tale occasione: "si vorrebbe alludere ad una nozione di indisponibilità, sia per il Parlamento sia per il Governo, ad intervenire in un procedimento elettorale già in corso, per evitare che si possa anche oggettivamente alterare l'andamento delle elezioni, favorendo alcuni e danneggiando altri, o comunque mettendo in posizione di disparità i diligenti, cui dovrebbe soccorrere l'insieme delle regole elettorali, ed i meno diligenti o meno avveduti. Tutto ciò è evidentemente inammissibile e deve perciò essere escluso dall'orizzonte futuro della decretazione d'urgenza".

##### La reiezione parlamentare
Il 13 aprile 2010 la Camera dei Deputati approvò un emendamento soppressivo dell'articolo unico del disegno di legge di conversione del decreto-legge 5 marzo 2010, n. 2920. 
A seguito della reiezione del decreto-legge fu presentato un disegno di legge per la sanatoria degli effetti del decreto legge non convertito. Il disegno di legge fu approvato dalla Camera il 15 aprile 2010 ed il 20 aprile 2010 dal Senato, divenendo la legge 22 aprile 2010, n. 60, quando oramai le elezioni si erano già svolte senza le liste escluse.

## Elezioni dei candidati presidente di regione
| Regione        | Candidati                                 | Candidati                       | Candidati                       | Candidati           | Candidati | Presidenti uscenti | Presidenti uscenti         |
| Regione        | Centro-sinistra                           | UDC                             | Centro-destra                   | Movimento 5 Stelle  | Altri | Presidenti uscenti | Presidenti uscenti         |
| -------------- | ----------------------------------------- | ------------------------------- | ------------------------------- | ------------------- | --- | ------------------ | -------------------------- |
| Regione        |                                           |                                 |                                 |                     | Altri | Presidenti uscenti | Presidenti uscenti         |
| Piemonte       | Mercedes Bresso (PD) 46,9%                | Mercedes Bresso (PD) 46,9%      | Roberto Cota (LN) 47,3%         | Davide Bono 4,1%    | Renzo Rabellino (Lista dei Grilli Parlanti) 1,7%                                                                            |                    | Mercedes Bresso (PD)       |
| Lombardia      | Filippo Penati (PD) 33,3%                 | Savino Pezzotta 4,7%            | Roberto Formigoni (PdL) 56,1%   | Vito Crimi 3,0%     | Vittorio Agnoletto (FdS) 2,4% Gian Mario Invernizzi (FN) 0,6%                                                               |                    | Roberto Formigoni (PdL)    |
| Veneto         | Giuseppe Bortolussi (PD) 29,1%            | Antonio De Poli 6,4%            | Luca Zaia (LN) 60,2%            | David Borrelli 3,2% | Silvano Polo (Veneti Indipendensa) 0,5% Paolo Caratossidis (Forza Nuova) 0,4% Gianluca Panto (Partito Nasional Veneto) 0,4% |                    | Giancarlo Galan (PdL)      |
| Liguria        | Claudio Burlando (PD) 52,1%               | Claudio Burlando (PD) 52,1%     | Sandro Biasotti (PdL) 47,8%     | -                   | - |                    | Claudio Burlando (PD)      |
| Emilia-Romagna | Vasco Errani (PD) 52,1%                   | Gian Luca Galletti 4,2%         | Anna Maria Bernini (PdL) 36,7%  | Giovanni Favia 7,0% | - |                    | Vasco Errani (PD)          |
| Toscana        | Enrico Rossi (PD) 59,7%                   | Francesco Bosi 4,6%             | Monica Faenzi (PdL) 34,4%       | -                   | Alfonso De Virgiliis (Lista Bonino-Pannella) 0,8% Ilario Palmisani (Forza Nuova) 0,4%                                       |                    | Claudio Martini (PD)       |
| Marche         | Gian Mario Spacca (PD) 53,2%              | Gian Mario Spacca (PD) 53,2%    | Erminio Marinelli (PdL) 39,7%   | -                   | Massimo Rossi (FdS, SEL) 7,1%                                                                                               |                    | Gian Mario Spacca (PD)     |
| Umbria         | Catiuscia Marini (PD) 57,2%               | Paola Binetti 5,1%              | Fiammetta Modena (PdL) 37,7%    | -                   | - |                    | Maria Rita Lorenzetti (PD) |
| Lazio          | Emma Bonino (Lista Bonino-Pannella) 48,3% | Renata Polverini (PdL) 51,1%    | Renata Polverini (PdL) 51,1%    | -                   | Marzia Marzoli (Rete dei Cittadini) 0,5%                                                                                    |                    | Piero Marrazzo (PD)        |
| Campania       | Vincenzo De Luca (PD) 43,0%               | Stefano Caldoro (PdL) 54,2%     | Stefano Caldoro (PdL) 54,2%     | Roberto Fico 1,3%   | Paolo Ferrero (FdS) 1,4% |                    | Antonio Bassolino (PD)     |
| Puglia         | Nichi Vendola (SEL) 48,7%                 | Adriana Poli Bortone 8,7%       | Rocco Palese (PdL) 42,2%        | -                   | Michele Rizzi (Partito di Alternativa Comunista) 0,3%                                                                       |                    | Nichi Vendola (SEL)        |
| Basilicata     | Vito De Filippo (PD) 60,8%                | Vito De Filippo (PD) 60,8%      | Nicola Pagliuca (PdL) 27,9%     | -                   | Magdi Allam (Io Sud) 8,7% Marco Toscano (Contro l'Indifferenza) 1,5% Florenzo Doino (Partito Comunista dei Lavoratori) 1,1% |                    | Vito De Filippo (PD)       |
| Calabria       | Agazio Loiero (PD) 32,2%                  | Giuseppe Scopelliti (PdL) 57,8% | Giuseppe Scopelliti (PdL) 57,8% | -                   | Filippo Callipo (IdV - Lista Bonino-Pannella) 10,0%                                                                         |                    | Agazio Loiero (PD)         |

## Risultati di lista

### Complessivo per coalizione dei risultati delle liste circoscrizionali

Coalizioni governanti nelle varie regioni dopo le elezioni del 2010

| Liste                                    | Voti       | %     |
| ---------------------------------------- | ---------- | ----- |
| Centro-destra                            | 12.190.360 | 49,04 |
| Centro-sinistra                          | 10.887.409 | 43,80 |
| UDC e alleati                            | 773.942    | 3,11  |
| Movimento 5 Stelle                       | 515.132    | 2,07  |
| Federazione della Sinistra               | 207.853    | 0,84  |
| Italia dei Valori                        | 106.646    | 0,43  |
| Forza Nuova                              | 44.489     | 0,18  |
| Lista dei Grilli Parlanti                | 36.999     | 0,15  |
| Io Amo la Lucania                        | 29.107     | 0,12  |
| Rete dei Cittadini                       | 14.685     | 0,06  |
| Lista Bonino-Pannella                    | 13.892     | 0,06  |
| Veneti Independensa                      | 12.891     | 0,05  |
| Partito Nasional Veneto                  | 9.066      | 0,05  |
| Partito di Alternativa Comunista         | 7.376      | 0,03  |
| Movimento Politico contro l'Indifferenza | 4.936      | 0,02  |
| Partito Comunista dei Lavoratori         | 3.512      | 0,01  |
| Totale                                   | 24.858.295 |       |
| Schede bianche/nulle                     | 1.087.310  |       |
| di cui bianche                           | 360.037    |       |
| Votanti                                  | 27.065.612 |       |
| Elettori                                 | 40.831.503 |       |

### Complessivo delle liste circoscrizionali
N.B.: Nel periodo intercorso fra le elezioni regionali del 2005 e quelle del 2010, le forze politiche sono state notevolmente attraversate da fenomeni di scissioni, fusioni e confluenze, tali da rendere inevitabili delle forzature nei confronti. Pertanto, per il PdL si è considerata la somma FI+AN, per il PD Uniti nell'Ulivo e DS+DL, per la FdS PRC+PdCI, per il PSI lo SDI.
| Aventi diritto:                                                        | 40.831.503/37265503 |        |       |       |
| Votanti:                                                               | 25.959.632          | 63,58% |       |       |
| Schede nulle                                                           | 1.101.337           |        |       |       |
| di cui bianche                                                         | 360.037             |        |       |       |
| Partito                                                                | Voti                | %      | Seggi | Diff. |
| Il Popolo della Libertà                                                | 6.003.106           | 26,74  | 176   | +6    |
| Partito Democratico                                                    | 5.851.371           | 26,07  | 192   | -30   |
| Lega Nord                                                              | 2.749.875           | 12,25  | 58    | +32   |
| Italia dei Valori                                                      | 1.565.336           | 6,97   | 46    | +39   |
| Unione di Centro                                                       | 1.248.866           | 5,56   | 36    | 0     |
| Renata Polverini Presidente                                            | 646.774             | 2,88   | 17    | -     |
| Sinistra Ecologia Libertà                                              | 478.187             | 2,13   | 18    | -     |
| Federazione della Sinistra                                             | 476.069             | 2,12   | 10    | -38   |
| Movimento 5 Stelle                                                     | 390.092             | 1,74   | 4     | -     |
| SEL-Partito Socialista Italiano                                        | 163.307             | 0,73   | 2     | -     |
| MPA-Nuovo PSI-Italiani nel Mondo-PRI                                   | 159.993             | 0,71   | 4     | -     |
| La Destra                                                              | 156.715             | 0,70   | 3     | -     |
| FdS-Verdi                                                              | 144.458             | 0,64   | 3     | -     |
| La Puglia Prima di Tutto                                               | 139.379             | 0,62   | 4     | -1    |
| Alleanza per l'Italia                                                  | 135.263             | 0,60   | 3     | -     |
| Noi Sud                                                                | 131.025             | 0,58   | 2     | -     |
| Lista Bonino Pannella                                                  | 124.014             | 0,55   | 2     | +2    |
| Popolari UDEUR                                                         | 123.172             | 0,55   | 2     | -16   |
| Partito Pensionati                                                     | 118.461             | 0,53   | 2     | +1    |
| Federazione dei Verdi                                                  | 115.722             | 0,52   | 2     | -14   |
| La Puglia per Vendola                                                  | 109.382             | 0,49   | 6     | -     |
| Scopelliti Presidente                                                  | 102.090             | 0,45   | 6     | -     |
| I Pugliesi per Rocco Palese                                            | 95.070              | 0,42   | 2     | -     |
| Alleanza di Centro-Democrazia Cristiana                                | 88.573              | 0,39   | 1     | -     |
| Partito Socialista Italiano                                            | 78.661              | 0,35   | 3     | -7    |
| Autonomia e Diritti                                                    | 71.945              | 0,32   | 4     | -     |
| Campania Libera                                                        | 69.589              | 0,31   | 1     | -     |
| Insieme per Bresso                                                     | 61.476              | 0,27   | 1     |       |
| Moderati                                                               | 58.010              | 0,26   | 1     | -     |
| Io Sud-MPA                                                             | 57.901              | 0,26   | 0     | -     |
| Insieme per la Calabria (PRI-UDEUR-Nuovo PSI)                          | 53.158              | 0,24   | 2     | -     |
| Liste Civiche per Biasotti                                             | 45.261              | 0,20   | 1     | -     |
| Lista Civica Cittadini/e per Bonino                                    | 40.097              | 0,18   | 1     | -     |
| Alleanza di Popolo                                                     | 39.444              | 0,18   | 1     | -     |
| SEL-Federazione dei Verdi                                              | 37.698              | 0,17   | 1     | -     |
| Unione Nord Est                                                        | 34.697              | 0,15   | 1     |       |
| Verdi Verdi                                                            | 33.411              | 0,15   | 1     | 0     |
| Socialisti Uniti - PSI                                                 | 33.000              | 0,15   | 0     | -     |
| Federazione dei Verdi-L'Altro Sud                                      | 29.493              | 0,13   | 0     | -     |
| Alleanza di Centro                                                     | 28.422              | 0,13   | 0     | -     |
| Noi con Burlando                                                       | 27.607              | 0,12   | 1     | -     |
| Forza Nuova                                                            | 25.496              | 0,11   | 0     | -     |
| Slega la Calabria                                                      | 21.145              | 0,09   | 0     | -     |
| Io Resto in Calabria                                                   | 20.443              | 0,09   | 0     | -     |
| Alleanza Riformista (PSI-MRE-UPC-DC)                                   | 19.701              | 0,09   | 1     | -     |
| Popolari Uniti                                                         | 19.045              | 0,08   | 1     | -     |
| Rete Liberal Sgarbi                                                    | 15.537              | 0,07   | 0     | -     |
| SDI-Socialisti Uniti-Socialisti e Liberali-Partito Socialista Italiano | 14.077              | 0,06   | 0     | -     |
| Per la Basilicata (Noi Sud-UDEUR-Centro Popolare Riformista-PLI-altro) | 13.913              | 0,06   | 1     | -     |
| Lista dei Grilli Parlanti-No Euro                                      | 13.186              | 0,06   | 0     | 0     |
| Pensionati e Invalidi                                                  | 12.564              | 0,06   | 0     | -     |
| Il Popolo della Vita-La Voce dei Consumatori                           | 12.531              | 0,06   | 0     | -     |
| Al Centro con Scanderebech                                             | 12.154              | 0,05   | 0     | -     |
| Io Amo la Lucania                                                      | 11.980              | 0,05   | 1     | -     |
| Insieme per il Presidente (PRI-Movimento per l'Italia-altri)           | 9.555               | 0,04   | 0     | -     |
| Movimento per le Autonomie                                             | 8.516               | 0,04   | 1     | -     |
| Veneti Indipendensa                                                    | 7.879               | 0,03   | 0     | -     |
| Rete dei Cittadini                                                     | 7.860               | 0,04   | 0     | -     |
| Lega Padana Piemont                                                    | 7.805               | 0,03   | 0     | -     |
| Riformisti Lucani-Federazione dei Verdi                                | 6.839               | 0,03   | 0     | -     |
| Liste Civiche Marche                                                   | 6.274               | 0,03   | 0     | -     |
| Partito Nasional Veneto                                                | 6.226               | 0,03   | 0     | -     |
| Fiamma Tricolore                                                       | 6.134               | 0,03   | 0     | -     |
| Nuovo PSI                                                              | 6.023               | 0,03   | 0     | -5    |
| Partito di Alternativa Comunista                                       | 5.834               | 0,03   | 0     | -     |
| Federazione Pensionati-Alleanza Democratica                            | 5.723               | 0,02   | 0     | -     |
| Gente d'Italia                                                         | 5.398               | 0,02   | 0     | -     |
| Liga Veneto Autonomo                                                   | 4.390               | 0,02   | 0     | -     |
| Piemontesì-Popolari-Region Autonoma                                    | 4.150               | 0,02   | 0     | -     |
| Forza Toro                                                             | 3.494               | 0,02   | 0     | -     |
| Consumatori                                                            | 2.826               | 0,01   | 0     | -     |
| Movimento Imprenditori Autonomi-Autonomia Lucana                       | 2.644               | 0,01   | 0     | -     |
| Sui-Generis                                                            | 2.262               | 0,01   | 0     | -     |
| Io Sud                                                                 | 1.720               | 0,01   | 0     | -     |
| La Destra-Movimento per le Autonomie                                   | 1.695               | 0,01   | 0     | -     |
| Il Centro (UDEUR-NES-Lega Italia-DC)                                   | 1.670               | 0,01   | 0     | -     |
| No Nucleare-No TAV                                                     | 1.553               | 0,01   | 0     | -     |
| Alleanza per Torino                                                    | 1.237               | 0,01   | 0     |       |
| Giovani Under 30                                                       | 1.076               | 0,005  | 0     | -     |
| Partito Comunista dei Lavoratori                                       | 698                 | 0,003  | 0     | -     |
| Totale                                                                 | 22.447.423          | 100    | 624   | -12   |

Fonte: Ministero dell'Interno e regioni collegate